# David Laws
David Laws (ur. 30 listopada 1965 w Farnham) – brytyjski polityk, członek partii Liberalnych Demokratów, w latach 2001-2015 poseł do Izby Gmin. W maju 2010 był krótko członkiem gabinetu Davida Camerona i stał się pierwszym jego ministrem zmuszonym do dymisji.

## Życiorys

### Kariera zawodowa i partyjna
Ukończył z wyróżnieniem studia ekonomiczne na University of Cambridge. Podjął pracę w sektorze bankowości inwestycyjnej i doszedł do szczebla jednego z szefów brytyjskiego oddziału banku JP Morgan. W 1994 postanowił zająć się polityką i został doradcą ekonomicznym Liberalnych Demokratów. W 1997 bez powodzenia startował w ich barwach do Izby Gmin, lecz mimo porażki po wyborach objął w partii etatowe stanowisko dyrektora ds. badań i programu. W 1999 był jednym z negocjatorów, którzy wypracowali umowę koalicyjną między Liberalnymi Demokratami a Partią Pracy, dotyczącą współtworzenia autonomicznego rządu Szkocji.

### Kariera parlamentarna i rządowa

#### W opozycji
W 2001 uzyskał mandat parlamentarny, przejmując okręg wyborczy po byłym liderze partii Paddym Ashdownie. W 2005 został rzecznikiem partii ds. pracy i emerytur, a później ds. dzieci, szkół i rodzin. W 2007 George Osborne, wówczas kanclerz skarbu w gabinecie cieni, zaproponował mu eksponowane miejsce w strukturach Partii Konserwatywnej, jeśli tylko zmieni barwy partyjne. Laws stanowczo odmówił, twierdząc, iż szybkie dojście do wysokich stanowisk nie jest jego głównym celem w polityce.

#### W rządzie
Po wyborach w 2010 roku Laws został szefem zespołu Liberalnych Demokratów negocjującego warunki zawarcia koalicji z konserwatystami, która pozwoliła na utworzenie rządu Davida Camerona. Laws zajął w nim miejsce głównego sekretarza skarbu, najważniejszego (po kanclerzu skarbu) ministra odpowiedzialnego za politykę budżetową. Po niespełna trzech tygodniach jego urzędowania, 28 maja 2010, dziennik Daily Telegraph ujawnił, że Laws jest gejem (do czego sam polityk przyznał się tuż przed publikacją) i że przez pięć lat wynajmował miejsce swojego służbowego zakwaterowania w Londynie jako parlamentarzysty, finansowane ze środków publicznych, od swojego nieformalnego partnera życiowego. Stanowiło to naruszenie wewnętrznych przepisów parlamentu, zakazujących posłom zawierania takich transakcji z własnymi współmałżonkami lub osobami, z którymi pozostają w podobnych relacjach. Wydana nieprawidłowo kwota wyniosła łącznie ok. 40 tysięcy funtów. Dzień po ukazaniu się artykułu Laws zrezygnował z zajmowanego stanowiska rządowego, opuszczając gabinet Camerona jako pierwszy z jego członków.
We wrześniu 2012 powrócił do rządu, zajmując równocześnie stanowiska ministra stanu (co odpowiada polskiej randze sekretarza stanu) w resorcie edukacji oraz w Urzędzie Gabinetu. Choć formalnie nie został ponownie członkiem gabinetu, na mocy nadanego przez premiera przywileju miał prawo stałego uczestnictwa w jego posiedzeniach.
Laws nie zdołał uzyskać reelekcji w wyborach w 2015 roku, ulegając kandydatowi Partii Konserwatywnej, Marcusowi Fyshowi.